# Nowa Wisaginia
Nowa Wisaginia – dawna leśniczówka. Tereny na których była położona, leżą obecnie na Litwie, w okręgu uciańskim, w rejonie wisagińskim.

## Historia
W dwudziestoleciu międzywojennym leśniczówka leżała w Polsce, w województwie nowogródzkim (od 1926 w województwie wileńskim), w powiecie brasławskim, w gminie Smołwy.
W 1931 w 3 domach zamieszkiwało 16 osób.